# Italochrysa luddemanni
Italochrysa luddemanni är en insektsart som först beskrevs av Luisa Eugenia Navas 1935.  Italochrysa luddemanni ingår i släktet Italochrysa och familjen guldögonsländor. Inga underarter finns listade i Catalogue of Life.